# Dušanov zakonik

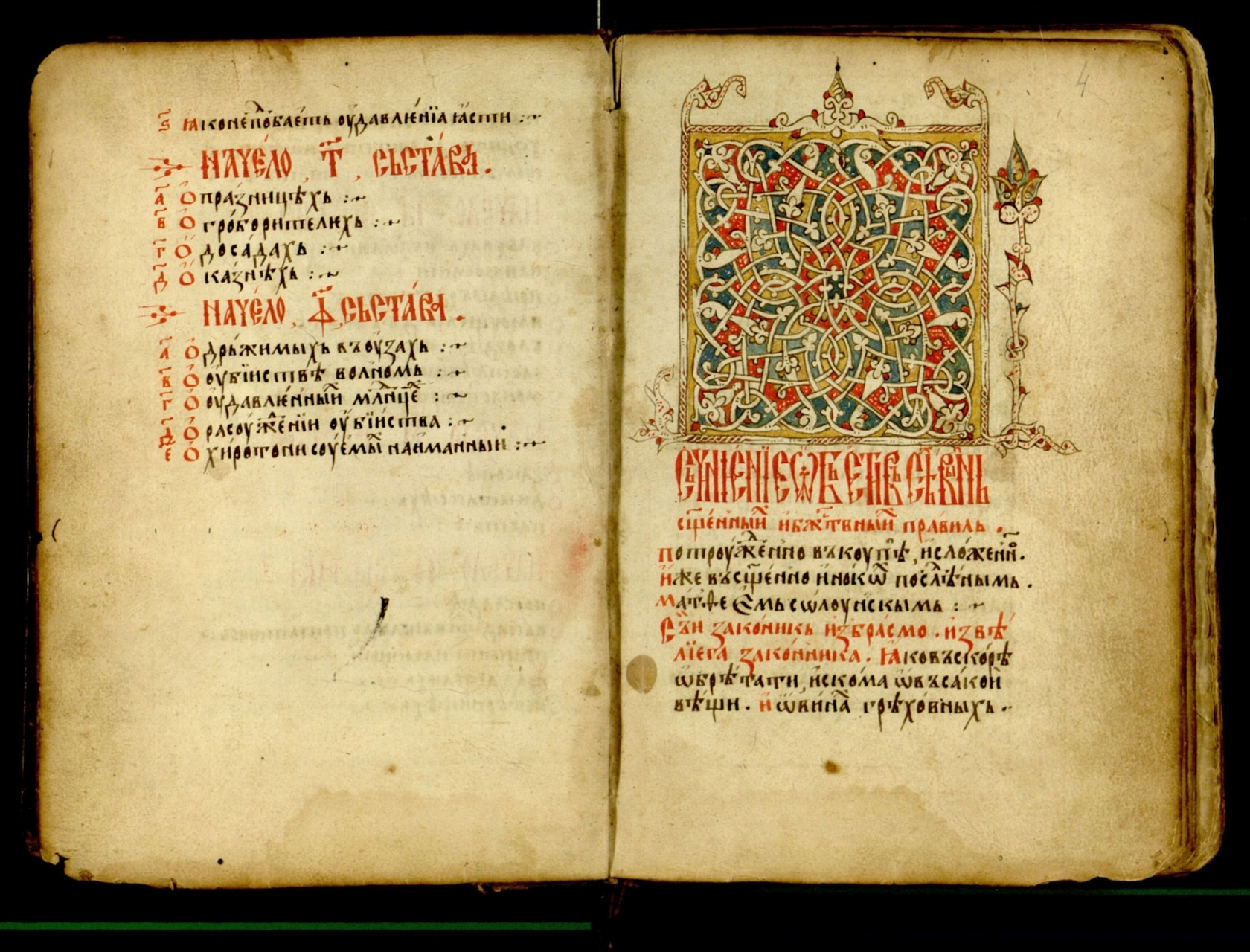
Die „Prizrener Abschrift“ des Gesetzbuches Stefan Dušan's, 15. Jh.

Dušanov zakonik  (serbisch-kyrillisch Душанов законик) ist eine Gesetzessammlung des serbischen Zaren Stefan Dušan. 
Im Jahre 1349 ließ Zar Dušan auf einem Reichstag in Skopje, der damaligen Hauptstadt seines Reiches, ein umfassendes Gesetzbuch mit 135 Paragraphen veröffentlichen. Später wurde der Kodex überarbeitet und es wurden 136 Paragraphen hinzugefügt. Die erweiterte Fassung wurde 1354 in Serres veröffentlicht. Der Kodex gilt als erstes umfassendes Gesetzbuch des serbischen mittelalterlichen Staates. 
Die Rolle der serbischen Zaren und Könige als Verteidiger der orthodoxen Kirche und des Christentums wird darin ebenso festgelegt wie Bürgerrechte, Eigentumsrechte und Kirchenverwaltung, also das öffentliche und private Leben. Zum Beispiel wird Witwen und Waisen darin zugesichert, dass sie soziale Hilfe erhalten. Für die Menschenrechte und das Strafrecht relevant ist, dass Angeklagten und Kriegsgefangenen Rechte eingeräumt wurden und Folter nicht vorkommt. Der Dušanov-Kodex weist zudem Elemente eines Grundgesetzes auf, weswegen es von einigen Historikern auch als eine Art Verfassung angesehen wird.

## Geschichte
Der Kodex des Zaren Stefan Dušan war, entgegen einer weitverbreiteten Meinung, nicht das erste geschriebene Gesetzbuch des mittelalterlichen Serbiens. Das zurzeit älteste bekannte Gesetzbuch des mittelalterlichen Serbiens war das Nomokanon des Sava von Serbien, welches unter König Milutin erweitert wurde. Der Nomokanon beruhte hauptsächlich auf dem Kirchenrecht der orthodoxen Kirche und zeigte sich gegenüber den neuen politischen Umständen unter Zar Dušan als unzureichend. Dušan eroberte weite Teile des damaligen Byzantinischen Reiches, in denen über Jahrhunderte das komplexere byzantinische Recht fest verankert war. 
Um dem Rechnung zu tragen sowie seine Herrschaft zu sichern, welche vor allem die Anhänger der Ostkirche vereinigen sollte, erließ Dušan genaue Vorschriften für das öffentliche und private Leben, beruhend auf altem serbischen Gewohnheitsrecht, dem Kirchenrecht, und byzantinischen Reichsgesetzen. So beinhaltet Dušans Gesetzbuch einige Kommentare der „Sintagma“ von Matthaios Blastares (ein byzantinischer Mönch und Scholastiker im 14. Jh.) und des Codex Iustinianus. Auch einer sich abzeichnenden Zügellosigkeit des Adels, das unter seiner Eroberungspolitik reicher und mächtiger wurde, versuchte Dušan mit seinem Gesetzbuch gegenzusteuern. 
Sein Gesetzbuch sollte im gesamten Reich einheitlich angewendet werden, in der Praxis blieben besonders entlegene Reichsteile beim älteren Gewohnheitsrecht oder wussten wie die Handelsstädte an der Küste ihre Autonomie zu wahren. Somit konnte sich das neue Gesetzbuch nur bedingt durchsetzen, was unter anderem an der weniger konsequenten Politik unter Dušans Nachfolger Stefan Uroš und dem osmanischen Vordringen lag. Einige Elemente des Gesetzbuches, so etwa die Stellung der Bauern und der Walachen, lassen sich später im osmanischen Recht wiederfinden.